# Verrallina atria
Verrallina atria är en tvåvingeart som först beskrevs av Philip James Barraud 1928.  Verrallina atria ingår i släktet Verrallina och familjen stickmyggor. Inga underarter finns listade i Catalogue of Life.